# Selime İlyasoğlu
Selime İlyasoğlu est une joueuse turque de volley-ball née le 18 novembre 1988. Elle mesure 1,83 m et joue au poste de réceptionneuse-attaquante. Elle totalise 38 sélections en équipe de Turquie.

## Clubs
| Club                        | De        | À         |
| --------------------------- | --------- | --------- |
| Eczacıbaşı İstanbul         | 2004-2005 | 2008-2009 |
| Ereğli Belediye             | 2009-2010 | 2009-2010 |
| Nilüfer Belediye            | 2010-2011 | 2010-2011 |
| Galatasaray İstanbul        | 2011-2012 | 2012-2013 |
| Beşiktaş İstanbul           | 2013-2014 | 2014-2015 |
| Idea Khonkaen               | mars 2015 | avr 2015  |
| Bursa BBSK                  | 2015-2016 | 2015-2016 |
| Seramiksan SK               | 2016-2017 | 2016-2017 |
| CS Volei Alba-Blaj          | 2017-2018 | 2017-2018 |
| Foton Tornadoes             | 2018-2019 | 2018-2019 |
| Beylikdüzü Voleybol İhtisas | 2019-2020 | …         |

## Palmarès

### Équipe nationale
- Ligue européenne
  - Finaliste : 2011.

### Clubs
- Ligue des champions
  - Finaliste: 2018.
- Coupe de la CEV
  - Finaliste :2012.
- Challenge Cup
  - Finaliste : 2014.
- Championnat de Turquie
  - Vainqueur : 2006, 2007, 2008.
- Coupe de Turquie
  - Vainqueur : 2009.
  - Finaliste : 2011.
- Supercoupe de Turquie
  - Finaliste: 2012.
- Championnat de Roumanie
  - Finaliste : 2018.
- Coupe de Roumanie
  - Finaliste : 2018.